# RK Borac Banja Luka
Maillots
Dernière mise à jour : 13 juillet 2022.
Le Rukometni klub Borac Banja Luka est la section de handball de l'association sportive du Borac Banja Luka basée à Banja Luka, capitale de l'entité de la république serbe de Bosnie en Bosnie-Herzégovine. 
Il s'agit d'un des meilleurs clubs yougoslave et européen des années 1970, remportant notamment la Coupe des clubs champions européens en 1976 un après sa défaite en finale, sept Championnats de Yougoslavie et dix Coupes de Yougoslavie.
Aujourd'hui, le club est l'un des tout meilleurs de Bosnie-Herzégovine, avec six Championnats et sept Coupes remportés.

## Historique
Le club est fondé en 1950, 7 ans avant la création de la ligue fédérale de Yougoslavie masculin de handball (1957). Le club participera aux compétitions organisées par la ligue jusqu'à sa disparition en 1992.
Club phare d'une Yougoslavie qui domine la planète handball, le RK Borac remporte 7 fois le championnat de Yougoslavie entre 1959 et 1981 et dix fois la coupe de Yougoslavie entre 1957 et 1992. Ainsi, le club avait donné 34 internationaux au pays et huit champions olympiques (Munich 1972 et Los Angeles 1984). À cette époque, le club est composé de Serbes, de musulmans et de Croates, sans distinction de religion.
Mais, les résurgences nationalistes qui apparaissent à la fin des années 1980 touchent de plein fouet Banja Luka : les nationalistes serbes détruisent les seize mosquées de la ville et l'une des deux églises catholiques. Puis, la famille de Zlatko Saračević, joueur du club et champion du monde 1986 sous le maillot de la Yougoslavie, « n'a eu que quelques heures pour fuir la ville, car sinon les Serbes leur coupaient la tête », sa mère étant croate et son père, également ancien joueur du club de Borac et international yougoslave, musulman. Parmi les joueurs champions olympiques en 1996 sous le maillot de la Croatie, quatre sont d'anciens joueurs du club : Zlatko Saračević, encore, mais aussi Irfan Smajlagić, Patrik Ćavar et Iztok Puc.
Après la dislocation de la Yougoslavie et en l'absence d'état unifié, le club participe tout d'abord aux compétitions de la république serbe de Bosnie qu'il domine sans partage.
Depuis 2001, au sein de la Bosnie-Herzégovine, il remporte le Championnat cinq fois et la Coupe à sept reprises.

## Palmarès
Coupes d'Europe
- Coupe des clubs champions européens (C1)
  - Vainqueur (1) : 1976
  - Finaliste (1) : 1975
- Coupe de l'IHF (C3)
  - Vainqueur (1) : 1991

Championnats nationaux
- Championnat de Yougoslavie
  - Vainqueur (7) : 1959, 1960, 1973, 1974, 1975, 1976, 1981
  - Deuxième (4) : 1962, 1969, 1985, 1990
- Championnat de la république serbe de Bosnie
  - Vainqueur (8) : 1994, 1995, 1996, 1997, 1998, 1999, 2000 et 2001
  - Deuxième (0) : néant
- Championnat de Bosnie-Herzégovine
  - Vainqueur (6) : 2013, 2014, 2015, 2017, 2020, 2022
  - Deuxième (4) : 2009, 2010, 2011, 2012, 2019, 2021

Coupes nationales
- Coupe de Yougoslavie
  - Vainqueur (10 ) : 1957, 1958, 1961, 1969, 1972, 1973, 1974, 1975, 1979 et 1992 (record de la compétition)
  - Finaliste (3) : 1981, 1985, 1987
- Coupe de la république serbe de Bosnie
  - Vainqueur (8) : 1993, 1994, 1996, 1997, 1998, 1999, 2000 et 2001
  - Finaliste (0) : néant
- Coupe de Bosnie-Herzégovine
  - Vainqueur (7) : 2007, 2011, 2013, 2014, 2015, 2018, 2019, 2024
  - Finaliste (0) : néant

## Joueurs célèbres

### Effectif champion d'Europe en 1976
L'effectif du club, vainqueur de la Coupe des clubs champions 1975-1976, était : Milorad Karalić, Zdravko Rađenović, Nedeljko Vujinović, Abas Arslanagić, Dobrivoje Selec, Momir Golić, Nebojša Popović, Miro Bjelić, Zoran Ravlić, Boro Golić, Rade Unčanin, Slobodan Vukša, Mile Kekerović, Zlatko Jančić. L'entraîneur était Pero Janjić.

### Joueurs élusjoueur de l'année du club omnisports
- Jerolim Karadža : 1958, 1959, 1960, 1961, 1968
- Milorad Karalić : 1969
- Abas Arslanagić : 1970
- Nebojša Popović : 1972
- Zdravko Rađenović : 1975, 1977
- Jovica Elezović : 1981
- Ermin Velić : 1982
- Zlatan Arnautović : 1985
- Zlatko Saračević : 1986
- Iztok Puc : 1987
- Goran Stupar : 1991

### Autres joueurs
Parmi les joueurs célèbres, on trouve notamment :
- Malik Beširević
- Mladen Bojinović
- Patrik Ćavar
- Andrej Golić
- Boro Golić
- Nebojša Golić
- Nebojša Grahovac
- Božidar Jović
- Fahrudin Melić
- Marko Panić
- Petar Perović
- Velimir Petković
- Slavisa Rističeviċ
- Danijel Šarić
- Dobrivoje Selec
- Irfan Smajlagić
- Rastko Stojković
- Nedeljko Vujinović

## Section féminine
La section féminine du club, le ŽRK Borac Banja Luka, évolue également dans l'élite du handball bosnien.
- Championnat de Bosnie-Herzégovine (7) : 2007, 2008, 2009, 2010, 2011, 2012, 2021
- Coupe de Bosnie-Herzégovine (7) : 2004, 2008, 2009, 2010, 2012, 2013, 2021